# همة
الهمة في اللغة القصد إلى وجود الشيء أو لا وجوده أعم من أن يكون إلى شريف أو خسيس، وخصت في العرف بحيازة المراتب العلية. وقد تطلق على الحالة التي تقتضي ذلك القصد أو الحيازة، وبهذا المعنى تجمع على همم.